# Robert Thouless
Robert Henry Thouless (* 15. Juli 1894 im Vereinigten Königreich; † 25. September 1984 vermutlich in Cambridge) war ein britischer Psychologe und Parapsychologe.
Bekannt ist er unter anderem durch sein Buch Straight and Crooked Thinking, das Denk- und Argumentationsfehler beschreibt.

## Leben
Er wurde im Osten Englands in Norwich an der City of Norwich School ausgebildet und studierte danach am Corpus Christi College in Cambridge. Hier erreichte er 1915 den Abschluss als Bachelor of Arts (B. A.), 1919 den Master of Arts (M. A.) und 1922 den Doctor of Philosophy (Ph.D.). Während des Ersten Weltkriegs hatte er bei den Royal Engineers gedient.
Im Jahr 1921 wurde Thouless zum Dozenten für Psychologie an der Universität Manchester ernannt, anschließend lehrte er ab 1926 an der Universität von Glasgow und schließlich ab 1938 an der Universität Cambridge. Ab 1945 gab er dort Vorlesungen in Pädagogischer Psychologie, bevor er 1961 emeritiert wurde. Danach, in den Jahren 1962 und 1966 hielt er noch Vorlesungen in Australien.
Seine zahlreichen Veröffentlichungen erstrecken sich über einen Zeitraum von sechs Jahrzehnten und umfassen Themengebiete wie Psychologie, Religion, Denken, Autorität und Freiheit sowie die experimentelle psychologische Forschung.
Im Jahr 1948 startete er ein ungewöhnliches Experiment: Thouless verschlüsselte zwei kurze, von ihm selbst formulierte Texte und veröffentlichte die Kryptogramme, hielt aber die Klartexte und die Schlüssel geheim. Sein Plan war, die zur Entschlüsselung erforderlichen Schlüssel nach seinem Tod aus dem Jenseits zu übermitteln. Falls dies gelingen sollte und jemand den Schlüssel von ihm durch übersinnliche Übermittlung richtig erfuhr, hätte dieser daraufhin den Text lesen können. Damit wäre der Beweis gelungen, dass Nachrichten aus dem Jenseits ins Diesseits übermittelt werden können.
Jedoch bereits zwei Wochen nach Veröffentlichung der beiden Geheimtexte gelang es einem unbekannten Codeknacker, das 1. Thouless-Kryptogramm zu lösen, während das 2. Thouless-Kryptogramm über 70 Jahre lang ungelöst blieb. Erst im Jahr 2019 gelang dies dem Australier Richard Bean. Dieser nutze dazu 37.000 Bücher, die er zuvor über das Project Gutenberg heruntergeladen hatte, und durchsuchte diese nach Schlüsselphrasen, erhielt so Hunderte von Millionen Schlüsselkandidaten, fand schließlich den richtigen, und konnte danach als Erster den vor mehr als 70 Jahren von Robert Thouless verschlüsselten Text lesen.
Robert Thouless war verheiratet mit Priscilla, geb. Gorton, hatte die Tochter Susan (* 1925) und den Sohn David J. Thouless (1934–2019), Nobelpreisträger für Physik von 2016.

## Schriften (Auswahl)
- Straight and Crooked Thinking. University of Cambridge, 1953,  PDF; 890 kB.